# Горленко, Лазарь Фёдорович
Ла́зарь Фёдорович Горле́нко (укр. Лазар Горленко; ? — 2 августа 1687) — прилуцкий полковник Войска Запорожского.

## Биография
Место и дата рождения Лазаря Горленко неизвестны.
В 1649 году он значился реестровым козаком Прилуцкой сотни. В 1665 году за верную службу царь Алексей Михайлович пожаловал ему село Ольшана «с 50 дворами крестьян и 2 мельницами». В 1680-х гг — полковник прилуцкий.
Был полковником прилуцким (1659 — наказной, 1661, 1664—1668, 1678 — наказной, 1680—1687).
На средства Лазаря Горленко в Густынском монастыре была отстроена после очередного пожара Троицкая церковь. В этом храме располагается родовая усыпальница рода Горленко.
После смещения гетмана Ивана Самойловича и его сторонников в войсках прокатилась волна самосудов и расправ. Во время неудачного Крымском похода 2 августа 1687 был сожжен в печи взбунтовавшимися козаками своего же полка:
а Лазаря Горленка да того жъ полка судью, бивъ, вкинули въ горячую печь и засыпали землею живыхъ.
Похоронен между Кодаком и Самарой:

...где и могилу знатную высыпано над ним, в которой лет десять лежал; а когда Господь Бог направил сердце его мил. п. Дмитрию Горленку, за ведомостью гетманскою, будучи с полком своим на том же месте, откопал тело милого п. родича своего и почесне допровадил до монастыря Густыне, иде положися в склепе р. 1697, сент. 15»— Кривошея В. В.Козацька еліта Гетьманщини

## Семья
- Отец — Фёдор Горло.
- Жена — Ефросинья (?—1713)
- Сыновья — Дмитрий, Иван, Степан.